# Сезар (кінопремія, 2019)
44-та церемонія вручення нагород премії «Сезар» Академії мистецтв та технологій кінематографа за заслуги в царині французького кінематографа за 2018 рік відбулася 22 лютого 2019 року в концертному залі Плейєль у Парижі, Франція. Номінантів у кожній категорії премії було оголошено 23 січня 2019 року.
Церемонія проходила під головуванням акторки Крістін Скотт Томас. Ведучим церемонії, яка в цьому році була присвячена Шарлю Азнавуру, померлому у жовтні 2018 року, виступив французький актор Кад Мерад. Найкращим фільмом визнано стрічку «Опіка» режисера Ксав'є Леграна.
Вперше на церемонії 2019 року був представлений «Сезар ліцеїстів» (фр. César des Lycéens) — нагорода за найкращий фільм, яку вручив колегіальний орган у складі 2000 ліцеїстів (загальних, технологічних та професійних навчальних закладів), обраних Міністерством національної освіти та молоді Франції.

## Статистика
Фільми, що отримали декілька номінацій:
| Фільм                        | Номінації | Перемоги |
| ---------------------------- | --------- | -------- |
| • Опіка                      | 10        | 4        |
| • Щасливі невдахи            | 10        | 1        |
| • Брати Сістерс              | 9         | 4        |
| • Щось не так з тобою        | 9         | —        |
| • Біль                       | 8         | —        |
| • Опіканець                  | 7         | —        |
| • Гі                         | 6         | 2        |
| • Мадемуазель де Жонк'єр     | 6         | 1        |
| • Лоскоти                    | 5         | 2        |
| • Неможливе кохання          | 4         | —        |
| • Шахерезада                 | 3         | 3        |
| • Аманда                     | 2         | —        |
| • Імператор Парижа           | 2         | —        |
| • Наші битви                 | 2         | —        |
| • Один король — одна Франція | 2         | —        |
| • Світ належить тобі         | 2         | —        |
| • Ділілі в Парижі            | 5         | 1        |
| • Крамничні злодюжки         | 5         | 1        |
| • Маленькі руки              | 5         | 1        |
| • Ні суддя, ні підсудна      | 5         | 1        |
| • Погана дівчинка            | 5         | 1        |

## Перебіг церемонії
18 січня 2019 року Академії мистецтв та технологій кінематографа оголосила, що почесну премію «Сезар» за видатні заслуги у кінематографі буде вручено американському акторові Роберту Редфорду.
21 січня 2019 року було оголошено, що президентом 44-ї церемонії «Сезара» буде акторка Крістін Скотт Томас.
22 січня 2019 року на спеціальній прес-конференції для преси Академія мистецтв та технологій кінематографа оголосила список номінантів. Лідерами за кількістю номінацій (10) стали одразу два фільми: дебютна драма Ксав'є Леграна «Опіка» та комедія Жиля Лелуша «Щасливі невдахи».

## Список лауреатів та номінантів
★Переможців виділено окремим кольором.

### Основні категорії
| Категорії                                    | Лауреати та номінанти | Лауреати та номінанти                                                      |                                                          |
| -------------------------------------------- | --- | -------------------------------------------------------------------------- | -------------------------------------------------------- |
| Найкращий фільм                              | ★ «Опіка» / Jusqu'à la garde (реж. Ксав'є Легран)                                                                                      | ★ «Опіка» / Jusqu'à la garde (реж. Ксав'є Легран)                          |                                                          |
| Найкращий фільм                              | • «Біль» / La douleur (реж. Еммануель Фінкель)                                                                                         |                                                                            |                                                          |
| Найкращий фільм                              | • «Брати Сістерс» / Les frères Sisters (реж. Жак Одіар)                                                                                |                                                                            |                                                          |
| Найкращий фільм                              | • «Гі» / Guy (реж. Алекс Лутц) |                                                                            |                                                          |
| Найкращий фільм                              | • «Щасливі невдахи» / Le grand bain (реж. Жиль Лелуш)                                                                                  |                                                                            |                                                          |
| Найкращий фільм                              | • «Опіканець» / Pupille réalisé (реж. Жанна Еррі)                                                                                      |                                                                            |                                                          |
| Найкращий фільм                              | • «Щось не так з тобою» / En liberté (реж. П'єр Сальвадорі)                                                                            |                                                                            |                                                          |
| Найкраща режисерська робота                  | | ★ Жак Одіар — «Брати Сістерс»                                              | ★ Жак Одіар — «Брати Сістерс»                            |
| Найкраща режисерська робота                  | • Жанна Еррі — «Опіканець» |                                                                            |                                                          |
| Найкраща режисерська робота                  | • Ксав'є Легран — «Опіка» |                                                                            |                                                          |
| Найкраща режисерська робота                  | • Жиль Лелуш — «Щасливі невдахи» |                                                                            |                                                          |
| Найкраща режисерська робота                  | • Алекс Лутц — «Гі» |                                                                            |                                                          |
| Найкраща режисерська робота                  | • П'єр Сальвадорі — «Щось не так з тобою»                                                                                              |                                                                            |                                                          |
| Найкраща режисерська робота                  | • Еммануель Фінкель — «Біль» |                                                                            |                                                          |
| Найкращий актор                              | | ★ Алекс Лутц за роль Гі Жаме у фільмі «Гі»                                 | ★ Алекс Лутц за роль Гі Жаме у фільмі «Гі»               |
| Найкращий актор                              | • Едуар Баер за роль маркіза де Арсі у фільмі «Мадемуазель де Жонк'єр»                                                                 |                                                                            |                                                          |
| Найкращий актор                              | • Ромен Дюріс за роль Олів'є Валле у фільмі «Наші битви»                                                                               |                                                                            |                                                          |
| Найкращий актор                              | • Венсан Лакост за роль Давида Сореля у фільмі «Аманда»                                                                                |                                                                            |                                                          |
| Найкращий актор                              | • Жиль Лелуш за роль Жана у фільмі «Опіканець»                                                                                         |                                                                            |                                                          |
| Найкращий актор                              | • Піо Мармай за роль Антуана у фільмі «Щось не так з тобою»                                                                            |                                                                            |                                                          |
| Найкращий актор                              | • Дені Меноше за роль Антуана Бессона у фільмі «Опіка»                                                                                 |                                                                            |                                                          |
| Найкраща акторка                             | | ★ Леа Дрюкер за роль Міріам Бессон у фільмі «Опіка»                        | ★ Леа Дрюкер за роль Міріам Бессон у фільмі «Опіка»      |
| Найкраща акторка                             | • Елоді Буше за роль Аліси Ланглуа у фільмі «Опіканець»                                                                                |                                                                            |                                                          |
| Найкраща акторка                             | • Сесіль де Франс за роль Мадам де ла Поммере у фільмі «Мадемуазель де Жонк'єр»                                                        |                                                                            |                                                          |
| Найкраща акторка                             | • Адель Енель за роль Івонн у фільмі «Щось не так з тобою»                                                                             |                                                                            |                                                          |
| Найкраща акторка                             | • Вірджинія Ефіра за роль Рашель Стейнер у фільмі «Неможливе кохання»                                                                  |                                                                            |                                                          |
| Найкраща акторка                             | • Сандрін Кіберлен за роль Карін у фільмі «Опіканець»                                                                                  |                                                                            |                                                          |
| Найкраща акторка                             | • Мелані Тьєррі за роль Маргеріт Дюрас у фільмі «Біль»                                                                                 |                                                                            |                                                          |
| Найкращий актор другого плану                | | ★ Філіпп Катрін за роль Тьєррі у фільмі«Щасливі невдахи»                   | ★ Філіпп Катрін за роль Тьєррі у фільмі«Щасливі невдахи» |
| Найкращий актор другого плану                | • Жан-Юг Англад за роль Симона у фільмі «Щасливі невдахи»                                                                              |                                                                            |                                                          |
| Найкращий актор другого плану                | • Деміен Боннар за роль Луї у фільмі «Щось не так з тобою»                                                                             |                                                                            |                                                          |
| Найкращий актор другого плану                | • Кловіс Корнійяк за роль Фабріса Ле Надана у фільмі «Лоскоти»                                                                         |                                                                            |                                                          |
| Найкращий актор другого плану                | • Дені Подалідес за роль Матьє у фільмі «Насолоджуватися, кохати та швидко бігати»                                                     |                                                                            |                                                          |
| Найкраща акторка другого плану               | | ★ Карін Віар за роль Мадо Ле Надан у фільмі «Лоскоти»                      | ★ Карін Віар за роль Мадо Ле Надан у фільмі «Лоскоти»    |
| Найкраща акторка другого плану               | • Ізабель Аджані за роль Денні у фільмі «Світ належить тобі»                                                                           |                                                                            |                                                          |
| Найкраща акторка другого плану               | • Лейла Бехті за роль Аманди у фільмі «Щасливі невдахи»                                                                                |                                                                            |                                                          |
| Найкраща акторка другого плану               | • Вірджинія Ефіра за роль Дельфін у фільмі «Щасливі невдахи»                                                                           |                                                                            |                                                          |
| Найкраща акторка другого плану               | • Одрі Тоту за роль Аньєс у фільмі «Щось не так з тобою»                                                                               |                                                                            |                                                          |
| Найперспективніший актор                     | | ★ Ділан Робер за роль Закарі́ у фільмі «Шахерезада»                         | ★ Ділан Робер за роль Закарі́ у фільмі «Шахерезада»       |
| Найперспективніший актор                     | • Антоні Бажон за роль Тома́ у фільмі «Молитва»                                                                                         |                                                                            |                                                          |
| Найперспективніший актор                     | • Тома Жорія за роль Жульєна Бессона у фільмі «Опіка»                                                                                  |                                                                            |                                                          |
| Найперспективніший актор                     | • Вільям Лебгіль за роль Бенджаміна Сітбона у фільмі «Перший рік»                                                                      |                                                                            |                                                          |
| Найперспективніший актор                     | • Карім Леклу за роль Франсуа у фільмі «Світ належить тобі»                                                                            |                                                                            |                                                          |
| Найперспективніша акторка                    | | ★ Кенза Форта за роль Шахерезади у фільмі «Шахерезада»                     | ★ Кенза Форта за роль Шахерезади у фільмі «Шахерезада»   |
| Найперспективніша акторка                    | • Офелі Бо за роль Офелі́ у фільмі «Мектуб, моя любов»                                                                                  |                                                                            |                                                          |
| Найперспективніша акторка                    | • Галатея Беллуджі за роль Анни у фільмі «Явище»                                                                                       |                                                                            |                                                          |
| Найперспективніша акторка                    | • Женні Бет за роль Шанталь (дорослої) у фільмі «Неможливе кохання»                                                                    |                                                                            |                                                          |
| Найперспективніша акторка                    | • Лілі-Роуз Депп за роль Еве у фільмі «Чесний чоловік»                                                                                 |                                                                            |                                                          |
| Найкращий оригінальний сценарій              | | ★ Ксав'є Легран — «Опіка»                                                  | ★ Ксав'є Легран — «Опіка»                                |
| Найкращий оригінальний сценарій              | • П'єр Сальвадорі, Бенжамін Шарбі та Бенуа Граффін за «Щось не так з тобою»                                                            |                                                                            |                                                          |
| Найкращий оригінальний сценарій              | • Жиль Лелуш, Ахмед Гаміді та Жульєн Ламброшіні — «Щасливі невдахи»                                                                    |                                                                            |                                                          |
| Найкращий оригінальний сценарій              | • Алекс Лутц, Анаїс Дебан та Тібо Сегуен — «Гі»                                                                                        |                                                                            |                                                          |
| Найкращий оригінальний сценарій              | • Жанна Еррі — «Опіканець» |                                                                            |                                                          |
| Найкращий адаптований сценарій               | | ★ Андреа Бескон, Ерік Метає — «Лоскоти»                                    | ★ Андреа Бескон, Ерік Метає — «Лоскоти»                  |
| Найкращий адаптований сценарій               | • Еммануель Фінкель — «Біль» |                                                                            |                                                          |
| Найкращий адаптований сценарій               | • Жак Одіар та Тома Бідеґен — «Брати Сістерс»                                                                                          |                                                                            |                                                          |
| Найкращий адаптований сценарій               | • Еммануель Муре — «Мадемуазель де Жонк'єр»                                                                                            |                                                                            |                                                          |
| Найкращий адаптований сценарій               | • Катрін Корсіні та Лоретт Полмансс — «Неможливе кохання»                                                                              |                                                                            |                                                          |
| Найкраща музика до фільму                    | | ★ Венсан Бланшар, Ромен Грефф — «Гі»                                       | ★ Венсан Бланшар, Ромен Грефф — «Гі»                     |
| Найкраща музика до фільму                    | • Камілль Базба — «Щось не так з тобою»                                                                                                |                                                                            |                                                          |
| Найкраща музика до фільму                    | • Александр Деспла — «Брати Сістерс»                                                                                                   |                                                                            |                                                          |
| Найкраща музика до фільму                    | • Грегуар Етзель — «Неможливе кохання»                                                                                                 |                                                                            |                                                          |
| Найкраща музика до фільму                    | • Паскаль Сангла — «Опіканець» |                                                                            |                                                          |
| Найкраща музика до фільму                    | • Антон Санко — «Аманда» |                                                                            |                                                          |
| Найкращий монтаж                             | ★ Йоргос Лампринос — «Опіка» | ★ Йоргос Лампринос — «Опіка»                                               |                                                          |
| Найкращий монтаж                             | • Валері Дезейн — «Лоскоти» |                                                                            |                                                          |
| Найкращий монтаж                             | • Ізабель Девінк — «Щось не так з тобою»                                                                                               |                                                                            |                                                          |
| Найкращий монтаж                             | • Жульєтт Велфінґ — «Брати Сістерс» |                                                                            |                                                          |
| Найкращий монтаж                             | • Симон Жаке — «Щасливі невдахи» |                                                                            |                                                          |
| Найкраща операторська робота                 | | ★ Бенуа Дебі — «Брати Сістерс»                                             | ★ Бенуа Дебі — «Брати Сістерс»                           |
| Найкраща операторська робота                 | • Лоран Десме — «Мадемуазель де Жонк'єр»                                                                                               |                                                                            |                                                          |
| Найкраща операторська робота                 | • Наталі Дюран — «Опіка» |                                                                            |                                                          |
| Найкраща операторська робота                 | • Алексіс Кавіршин — «Біль» |                                                                            |                                                          |
| Найкраща операторська робота                 | • Лоран Тангі — «Щасливі невдахи» |                                                                            |                                                          |
| Найкращі декорації                           | ★ Мішель Бартелемі — «Брати Сістерс»                                                                                                   | ★ Мішель Бартелемі — «Брати Сістерс»                                       |                                                          |
| Найкращі декорації                           | • Еміль Ґіго — «Імператор Парижа» |                                                                            |                                                          |
| Найкращі декорації                           | • Паскаль Легеллек — «Біль» |                                                                            |                                                          |
| Найкращі декорації                           | • Давид Февр — «Мадемуазель де Жонк'єр»                                                                                                |                                                                            |                                                          |
| Найкращі декорації                           | • Тьєррі Франсуа — «Один король — одна Франція»                                                                                        |                                                                            |                                                          |
| Найкращі костюми                             | ★ П'єр-Жан Ларрок — «Мадемуазель де Жонк'єр»                                                                                           | ★ П'єр-Жан Ларрок — «Мадемуазель де Жонк'єр»                               |                                                          |
| Найкращі костюми                             | • П'єр-Ів Ґеро — «Імператор Парижа» |                                                                            |                                                          |
| Найкращі костюми                             | • Мілена Канонеро — «Брати Сістерс» |                                                                            |                                                          |
| Найкращі костюми                             | • Анаїс Ромон та Серджо Балло — «Біль»                                                                                                 |                                                                            |                                                          |
| Найкращі костюми                             | • Анаїс Ромон — «Один король — одна Франція»                                                                                           |                                                                            |                                                          |
| Найкращий звук                               | ★ Брижитт Тайландьє, Валері де Лоф та Сиріл Ольц — «Брати Сістерс»                                                                     | ★ Брижитт Тайландьє, Валері де Лоф та Сиріл Ольц — «Брати Сістерс»         |                                                          |
| Найкращий звук                               | • Седрік Делоше, Ґвеннол Ле Борне та Марк Доїн — «Щасливі невдахи»                                                                     |                                                                            |                                                          |
| Найкращий звук                               | • Антуан-Базиль Мерсьє, Давид Вранкен та Алін Гавруа — «Біль»                                                                          |                                                                            |                                                          |
| Найкращий звук                               | • Ів-Марі Омнес, Антуан Бодуен та Стефан Тібо — «Гі»                                                                                   |                                                                            |                                                          |
| Найкращий звук                               | • Жульєн Сікар, Жульєн Ройг та Вінсент Верду — «Опіка»                                                                                 |                                                                            |                                                          |
| Найкращий дебютний фільм                     | ★ «Шахерезада» (Shéhérazade, реж. Жан-Бернар Марлін)                                                                                   | ★ «Шахерезада» (Shéhérazade, реж. Жан-Бернар Марлін)                       |                                                          |
| Найкращий дебютний фільм                     | • «Дикий» (Sauvage, реж. Каміль Відаль-Наке)                                                                                           |                                                                            |                                                          |
| Найкращий дебютний фільм                     | • «Лоскоти» (Les Chatouilles, реж. Андреа Бескон та Ерік Матає)                                                                        |                                                                            |                                                          |
| Найкращий дебютний фільм                     | • «Опіка» (Jusqu'à la garde, реж. Ксав'є Легран)                                                                                       |                                                                            |                                                          |
| Найкращий дебютний фільм                     | • «Розмите кохання» (L'Amour flou, реж. Романа Боренже та Філіпп Реббо)                                                                |                                                                            |                                                          |
| Найкращий анімаційний фільм                  | ★ «Ділілі в Парижі» (Dilili à Paris, реж. Мішель Осело)                                                                                | ★ «Ділілі в Парижі» (Dilili à Paris, реж. Мішель Осело)                    |                                                          |
| Найкращий анімаційний фільм                  | • «Астерікс і таємне зілля» (Astérix : Le Secret de la potion magique, реж. Луї Кліші та Александр Астьє)                              |                                                                            |                                                          |
| Найкращий анімаційний фільм                  | • «Пачамама» (Pachamama, реж. Хуан Антін)                                                                                              |                                                                            |                                                          |
| Найкращий документальний фільм               | ★ «Ні суддя, ні підсудна» (Ni juge, ni soumise, реж. Жан Лібон та Ів Інан)                                                             | ★ «Ні суддя, ні підсудна» (Ni juge, ni soumise, реж. Жан Лібон та Ів Інан) |                                                          |
| Найкращий документальний фільм               | • «Америка» (America, реж. Клаус Дрексель)                                                                                             |                                                                            |                                                          |
| Найкращий документальний фільм               | • «Кожен момент» (De chaque instant, реж. Ніколя Філібер)                                                                              |                                                                            |                                                          |
| Найкращий документальний фільм               | • «Великий Бал» (Le Grand Bal, реж. Летиція Картон)                                                                                    |                                                                            |                                                          |
| Найкращий документальний фільм               | • «Позов проти Мандели та інших» (Le procès contre Mandela et les autres, реж. Ніколя Чампо та Жиль Порте)                             |                                                                            |                                                          |
| Найкращий короткометражний фільм             | ★ «Маленькі руки» (Les Petites mains, реж. Ремі Альє)                                                                                  | ★ «Маленькі руки» (Les Petites mains, реж. Ремі Альє)                      |                                                          |
| Найкращий короткометражний фільм             | • «Брагіно» (Braguino, реж. Клеман Кожитор)                                                                                            |                                                                            |                                                          |
| Найкращий короткометражний фільм             | • «Галантна Індія» (Les Indes galantes, реж. Клеман Кожитор)                                                                           |                                                                            |                                                          |
| Найкращий короткометражний фільм             | • «Дозвольте мені танцювати» (Laissez-moi danser, реж. Валері Леруа)                                                                   |                                                                            |                                                          |
| Найкращий короткометражний фільм             | • «Капіталісти» (Kapitalistis, реж. Пабло Муньйос Гомес)                                                                               |                                                                            |                                                          |
| Найкращий короткометражний анімаційний фільм | ★ «Погана дівчинка» (Vilaine fille (Kötü Kız), реж. Айс Карталь)                                                                       | ★ «Погана дівчинка» (Vilaine fille (Kötü Kız), реж. Айс Карталь)           |                                                          |
| Найкращий короткометражний анімаційний фільм | • «Смерть, батько і син» (La Mort, père et fils, реж. Дені Валгенвіц та Winshluss)                                                     |                                                                            |                                                          |
| Найкращий короткометражний анімаційний фільм | • «У серці тіні» (Au coeur des ombres, реж. Моніка Сантос та Еліс Ґімараєш)                                                            |                                                                            |                                                          |
| Найкращий короткометражний анімаційний фільм | • (Raymonde ou l'évasion verticale, реж. Сара ван ден Бум)                                                                             |                                                                            |                                                          |
| Найкращий фільм іноземною мовою              | Японія ★ «Крамничні злодюжки» / 万引き家族, реж. Хірокадзу Корееда                                                                     | Японія ★ «Крамничні злодюжки» / 万引き家族, реж. Хірокадзу Корееда         |                                                          |
| Найкращий фільм іноземною мовою              | Бельгія • «Дівчина» / Girl, реж. Лукас Донт                                                                                            |                                                                            |                                                          |
| Найкращий фільм іноземною мовою              | Ліван • «Капернаум» / Capharnaüm, реж. Надін Лабакі                                                                                    |                                                                            |                                                          |
| Найкращий фільм іноземною мовою              | Бельгія • «Наші битви» / Nos batailles, реж. Гійом Сене                                                                                |                                                                            |                                                          |
| Найкращий фільм іноземною мовою              | США/ Велика Британія • «Три білборди за межами Еббінга, Міссурі» / Three Billboards: Les Panneaux de la vengeance, реж. Мартін Макдона |                                                                            |                                                          |
| Найкращий фільм іноземною мовою              | Італія • «Ханна» / Hannah, реж. Андреа Паллаоро                                                                                        |                                                                            |                                                          |
| Найкращий фільм іноземною мовою              | Польща • «Холодна війна» / Cold War, реж. Павел Павліковський                                                                          |                                                                            |                                                          |

### Спеціальні нагороди
| Нагорода         | Лауреат | Лауреат                                                                           | Прим.                                                                             |
| ---------------- | ------- | --------------------------------------------------------------------------------- | --------------------------------------------------------------------------------- |
| Почесний «Сезар» |         | ★ Роберт Редфорд                                                                  | [ 10 ]                                                                            |
| «Сезар» глядачів |         | ★ «День виборів по-французькому», режисер: Олів'є Барру, продюсер: Рішар Гранп'єр | ★ «День виборів по-французькому», режисер: Олів'є Барру, продюсер: Рішар Гранп'єр |